# Comuna Boțești, Vaslui
Boțești este o comună în județul Vaslui, Moldova, România, formată din satele Boțești (reședința), Gănești, Gugești și Tălpigeni.

## Demografie
Componența etnică a comunei Boțești
     Români (96,08%)
     Alte etnii (0,12%)
     Necunoscută (3,8%)
Componența confesională a comunei Boțești
     Ortodocși (95,68%)
     Alte religii (0,4%)
     Necunoscută (3,92%)
Conform recensământului efectuat în 2021, populația comunei Boțești se ridică la 1.736 de locuitori, în scădere față de recensământul anterior din 2011, când fuseseră înregistrați 2.049 de locuitori. Majoritatea locuitorilor sunt români (96,08%), iar pentru 3,8% nu se cunoaște apartenența etnică. Din punct de vedere confesional, majoritatea locuitorilor sunt ortodocși (95,68%), iar pentru 3,92% nu se cunoaște apartenența confesională.

## Istorie
La sfârșitul secolului al XIX-lea, comuna făcea parte din plasa Crasna a județului Fălciu și era alcătuită din satele Boțești și Portișeni, cu o populație de 1020 de locuitori. În comună funcționa trei biserici și o școală. La acea vreme, pe teritoriul actual al comunei funcționa în aceiași plasă și comuna Gugești, alcătuită doar din satul de reședință cu același nume, cu o populație de 784 de locuitori, funcționând aici doar o biserică.
Anuarul Socec din 1925 consemnează desființarea comunei Gugești și includerea unicului său sat, în comuna Boțești. Aceiași sursă menționează că comunei îi se alipește și satul Tălpigeni. Comuna este consemnată în plasa Mijloc din același județ, având o populație de 2720 de locuitori. În 1931, comunei îi se alipesc și satele Gănești și Mândrești.
În 1950, județele au fost desființate, după venirea regiumului comunist la putere, iar comuna a fost înglobată în regiunea Bârlad, dar după șase ani mai târziu, regiunea se desființează, iar comuna a fost transferată regiunii Iași. Între timp, satele Mândrești și Porticeni au fost desființate, iar comuna Boțești căpătă forma actuală, rămânând astfel doar cu satele Boțești, Gănești, Tălpigeni și Gugești, urmând ca în anul 1968, să se revină la împărțirea pe județe, iar comuna să fie transferată la județul Vaslui.

## Politică și administrație
Comuna Boțești este administrată de un primar și un consiliu local compus din 11 consilieri. Primarul, Adrian Pantea[*], de la Partidul Național Liberal, este în funcție din 2008. Începând cu alegerile locale din 2024, consiliul local are următoarea componență pe partide politice:
|  | Partid                    | Consilieri | Componența Consiliului | Componența Consiliului | Componența Consiliului | Componența Consiliului | Componența Consiliului | Componența Consiliului | Componența Consiliului |
|  | ------------------------- | ---------- | ---------------------- | ---------------------- | ---------------------- | ---------------------- | ---------------------- | ---------------------- | ---------------------- |
|  | Partidul Național Liberal | 7          |                        |                        |                        |                        |                        |                        |                        |
|  | Partidul PRO România      | 2          |                        |                        |                        |                        |                        |                        |                        |
|  | Uniunea Salvați România   | 1          |                        |                        |                        |                        |                        |                        |                        |
|  | Partidul Social Democrat  | 1          |                        |                        |                        |                        |                        |                        |                        |